# FC Étoile-Sporting
El FC Étoile-Sporting es un equipo de fútbol de Suiza que juega en la 3. Liga Regional, la quinta categoría de fútbol en el país.

## Historia
Fue fundado en el año 1898 en la ciudad de La Chaux-de-Fonds y ha participado en más de 20 ocasiones en la Superliga Suiza, en la cual reporta más de 300 partidos jugados de primera división, de los cuales han ganado más de 160.
El hecho más relevante del club fue ganar el título de la Serie A Suiza en la temporada de 1918/19, aunque no han conseguido títulos importantes desde entonces.

## Palmarés
- Serie A Suiza: 1

1918/19